# 水垵李王宮
水垵李王宮，亦稱水垵宮，臺灣澎湖縣廟宇，主祀李府王爺，望安鄉水垵村大廟，水垵澳角頭廟之一。法師流派屬於「普庵派」。:60–62

## 沿革
大清帝國自康熙23年（1684年）11月，派員來臺灣經營，正式將臺灣納入版圖。:1-3澎湖一地設「澎湖巡檢司」，水垵社位於網垵島北端，原屬「網垵澳」；雍正五年（1727年）改制，澎湖廢巡檢司改設「澎湖廳」，同時以水垵社之名新設「水垵澳」，延續至日治時期改制「水垵澳水垵鄉」，隸屬網垵澳務署，嗣後行政區有屢有變動。1945年二戰結束，因應中華民國政府接收，各地行政區調整，改制作「望安鄉水垵村」，延續迄今。:46-49
水垵李王宮的廟名額作「水垵宮」，澎湖縣政府登記名稱則作「李王宮」；其開基年代不詳，據2006年高玉山調查，當地有在公元1672年至1683年間，即東寧王國時期即已立廟的說法，但並無實際文獻佐證，其主祀李府王爺由來亦頗具神話色彩，乃村民於港邊拾獲李府王爺金身，有感神明靈應而立廟。水垵李王宮內藏有「海岳靈濟」一匾，乃時任澎湖水師協左營游擊陳國璸敬獻，落款年份為康熙57年（1718年），故可知水垵李王宮在1718年即已建廟；另可佐證水垵地區在清代的海防重要性，在康熙朝便已獲得軍方看重。
水垵李王宮清代的修建次數不詳，咸豐二年至十一年間（1852年－1861年）因有文物敬獻，推斷此年段有修建的可能性存在。日治時期昭和四年至六年間（1929年－1931年）有一次重建紀錄，由後窟潭出身的大木匠師謝江主持:22。戰後有兩次重建紀錄，第一次在民國61至62年（1972年－1973年），第二次為民國86年至88年（1997年－1999年），第二次的重建落成之後，即為今貌。

## 五方土地公
水垵村在村境內另設有「五方土地公」石碑五座，皆由李府王爺敕封，南側、東側、東北側土地公石碑設立於清代，南側土地公設立道光28年（1848年）荔月、東側則為同治七年（1870年），東北側在光緒10年（1884年），西側土地公石碑置於日治時期昭和15年（1940年），北側土地公字跡難辨，設置年代不詳。

## 圖輯

### 廟宇

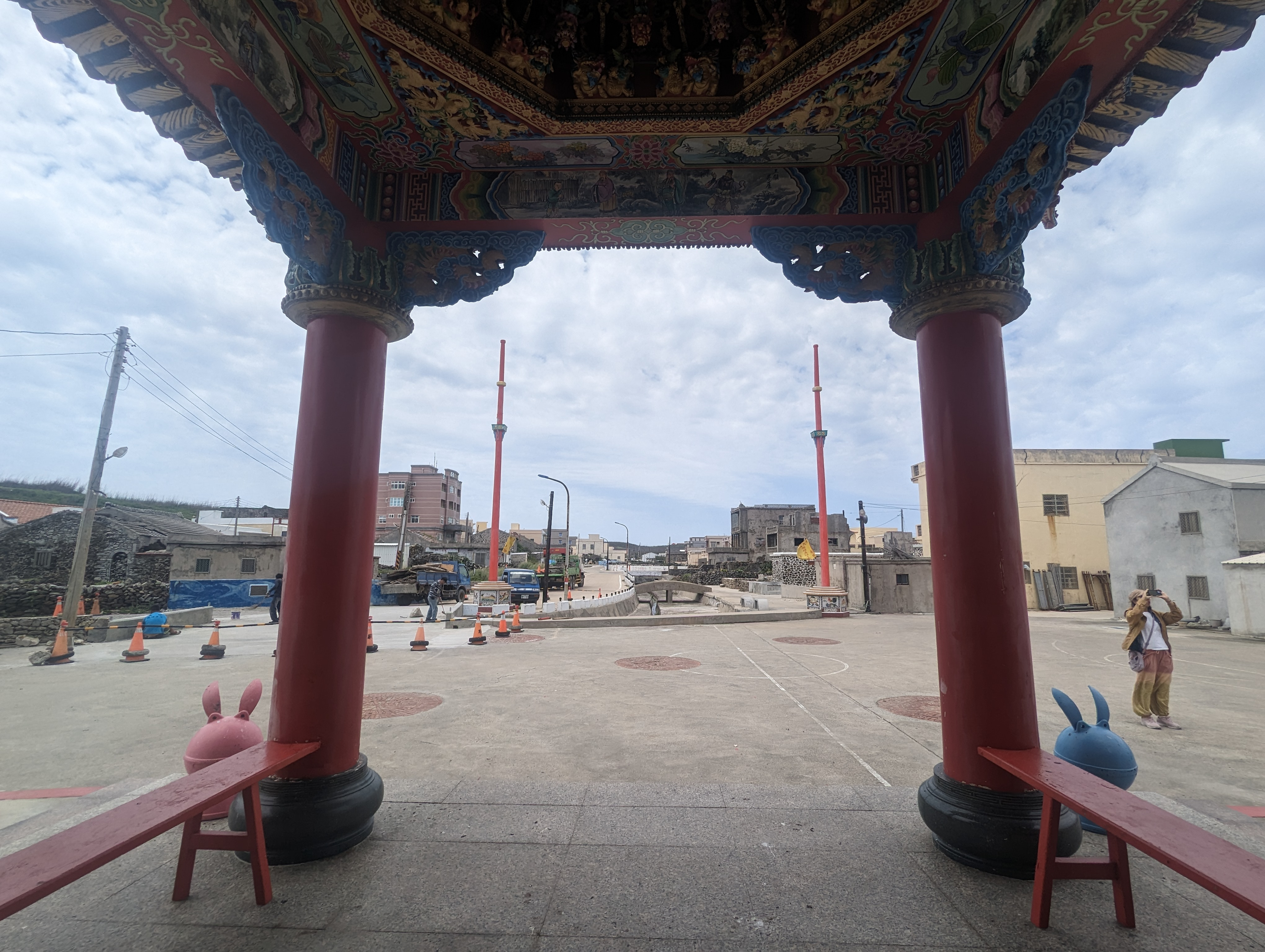
四垂亭與廟埕
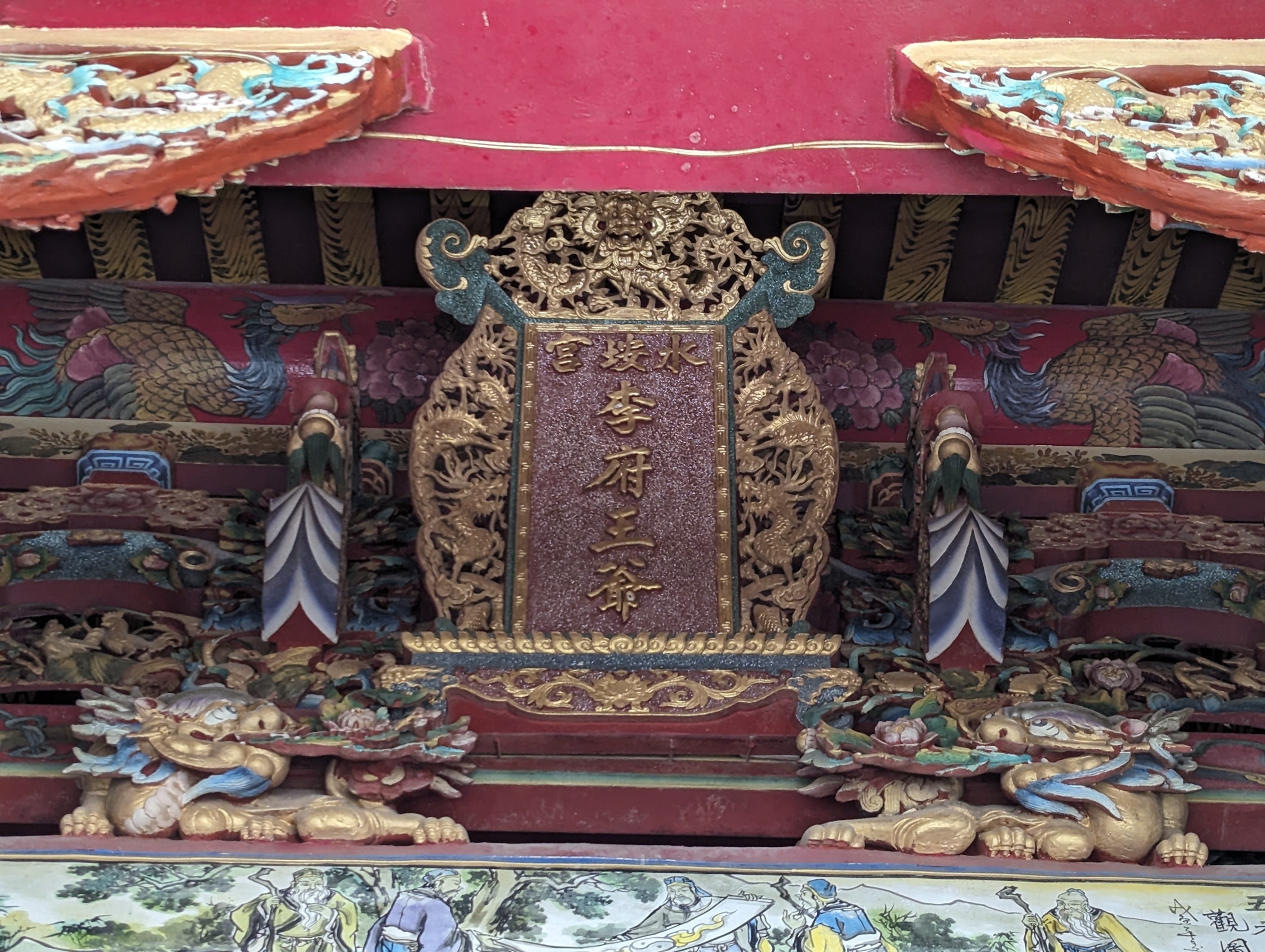
聖旨牌
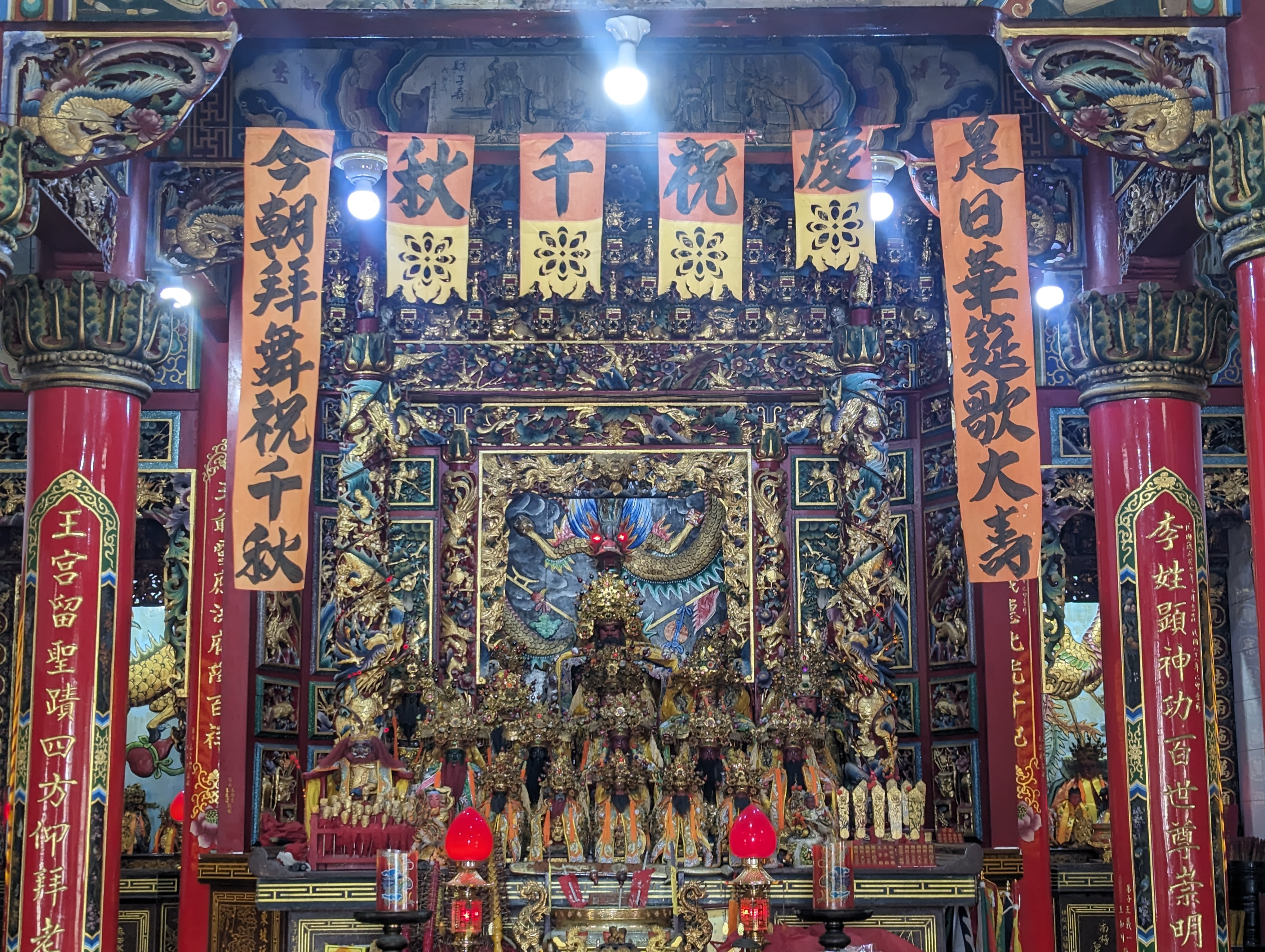
神明廳
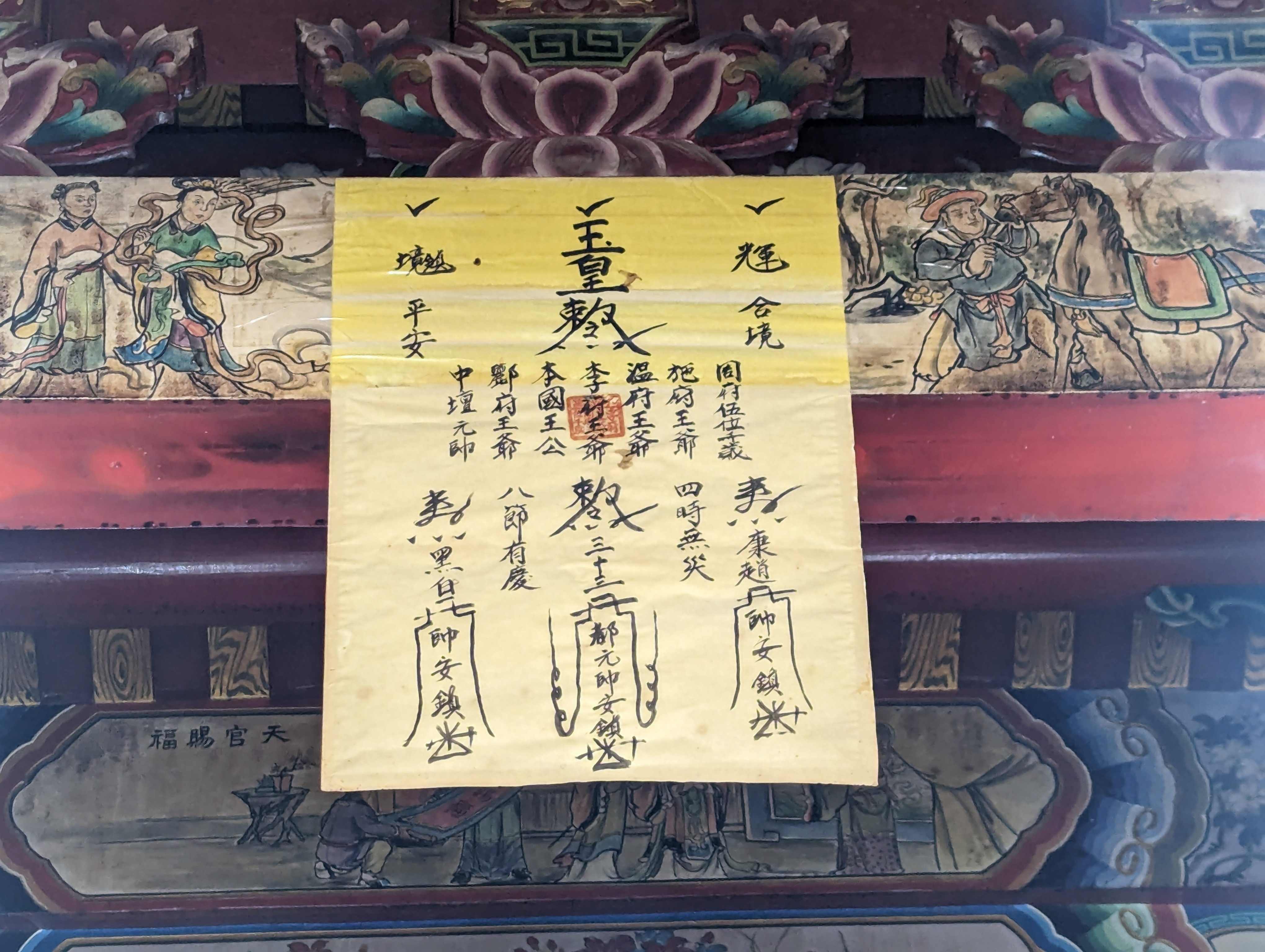
大符雷令
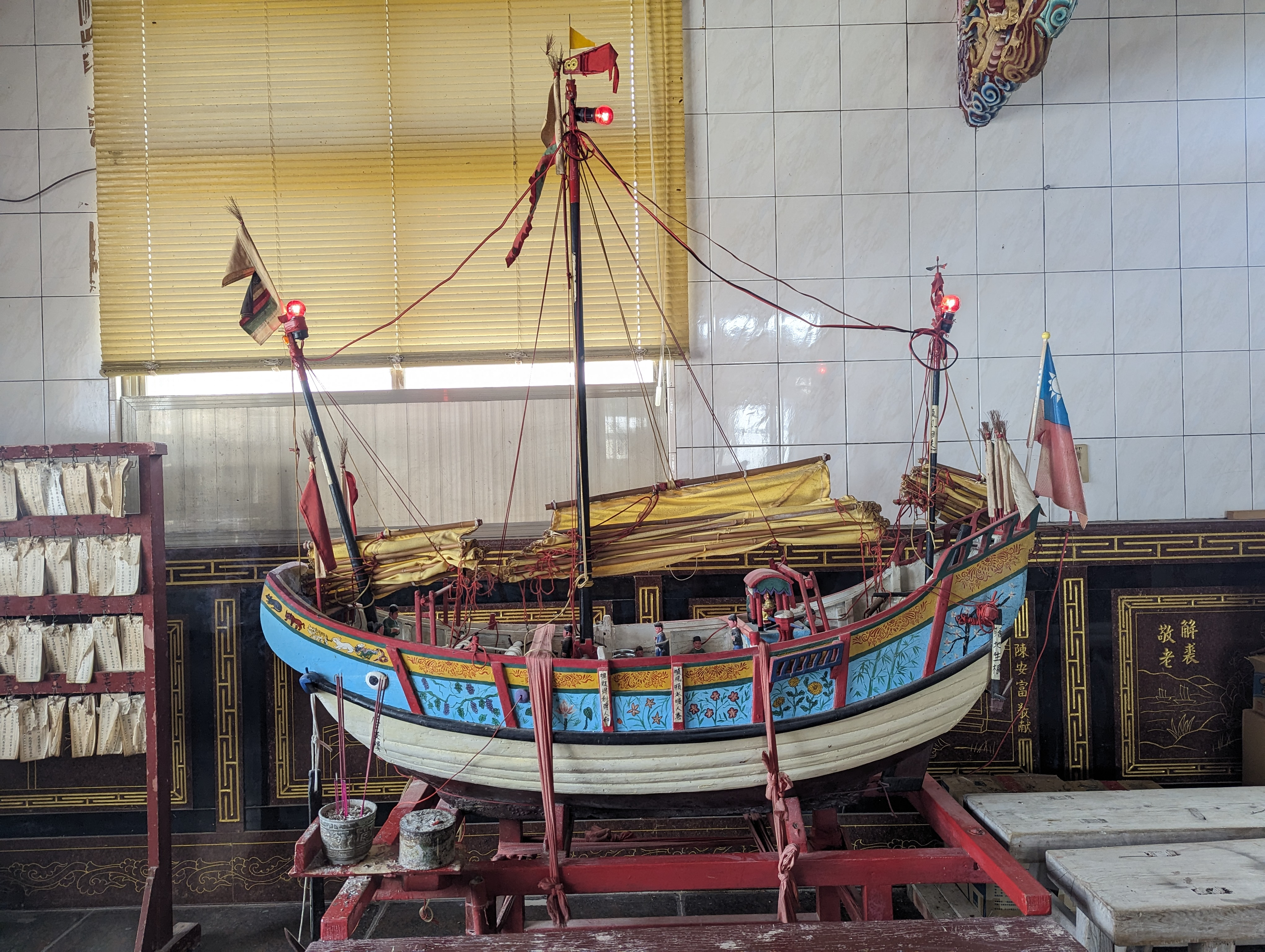
王船
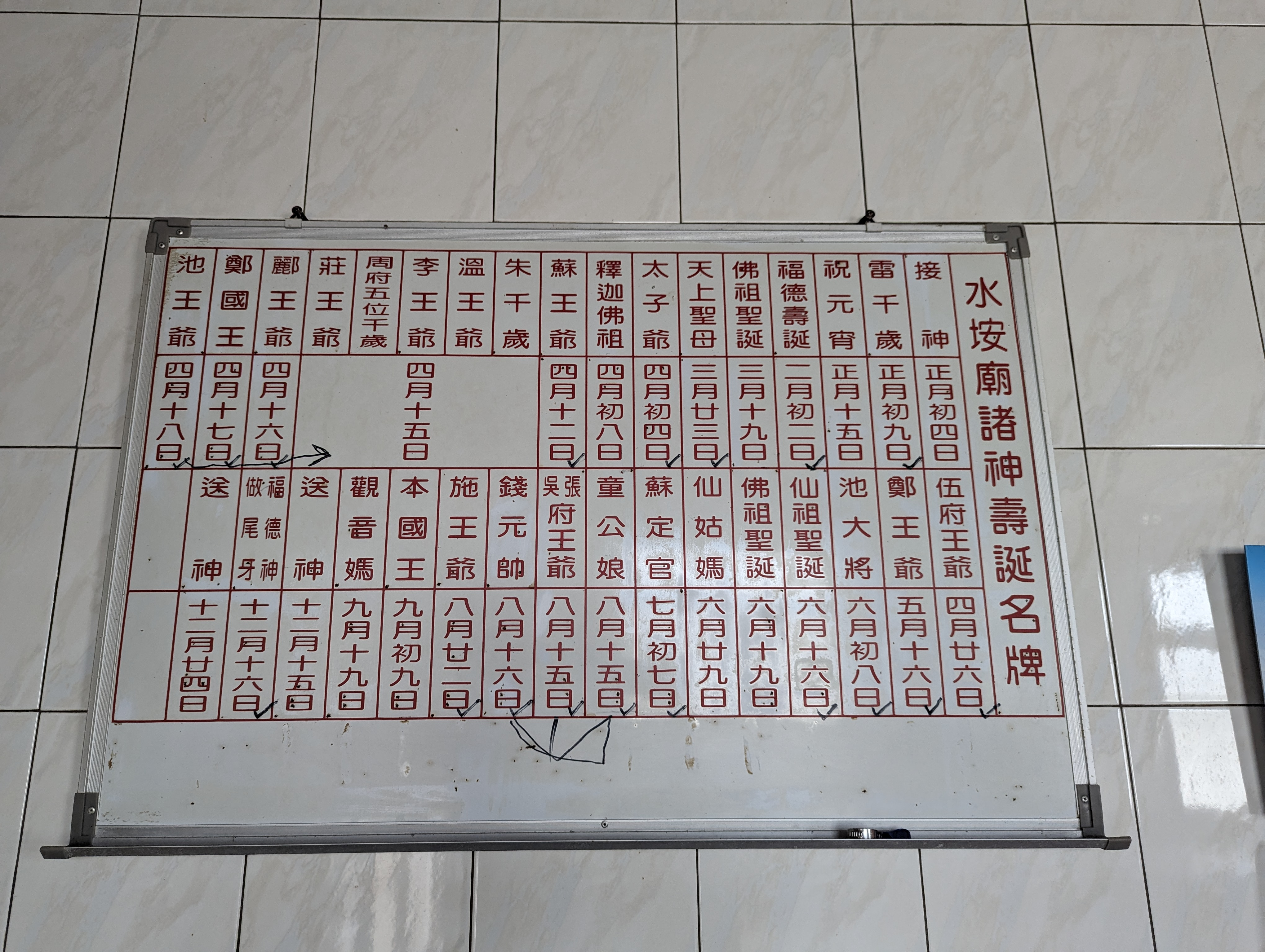
聖誕表

### 文物
- 「海岳靈濟匾」，上款「康熙伍拾柒年歲次戊戌吉月穀旦咸豐十一年歲次辛酉南呂穀旦重脩民國六十二年六月重修」，下款「福建澎湖水師協標左都督管中軍遊擊兼管左營事帶拖沙喇哈番餘功四次陳國璸敬立」。陳國璸在康熙54年（1715年）出任澎湖水師協左營游擊，代理中軍職務，並給「左都督」銜，領「拖沙喇哈番」（漢文：雲騎尉）世職，康熙58年（1719年）告病致仕。[9]
- 「神靈顯應匾」，上款「咸豐二年花月穀〔旦］中華民國七十年辛酉端月重修」，下款「弟子王媽恒敬立［旦〕第四代孫王自天率子烱星烱亮烱旼敬修」。[9]
- 「神庥廣被匾」，上款「光緒肆年孟夏之月日穀置」，下款「代辦澎湖右營都司里人王建功敬酬」。[9]

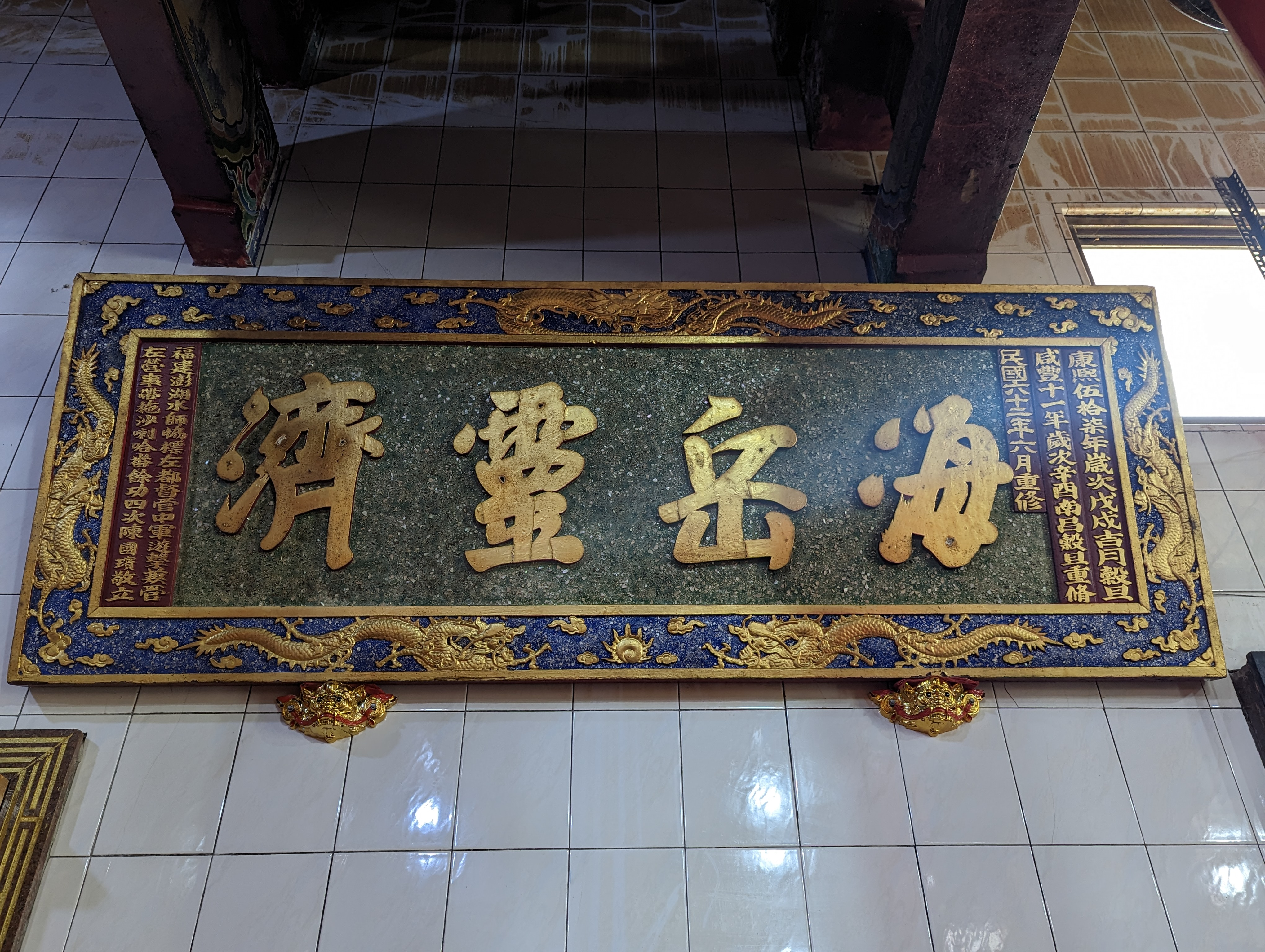
海岳靈濟匾
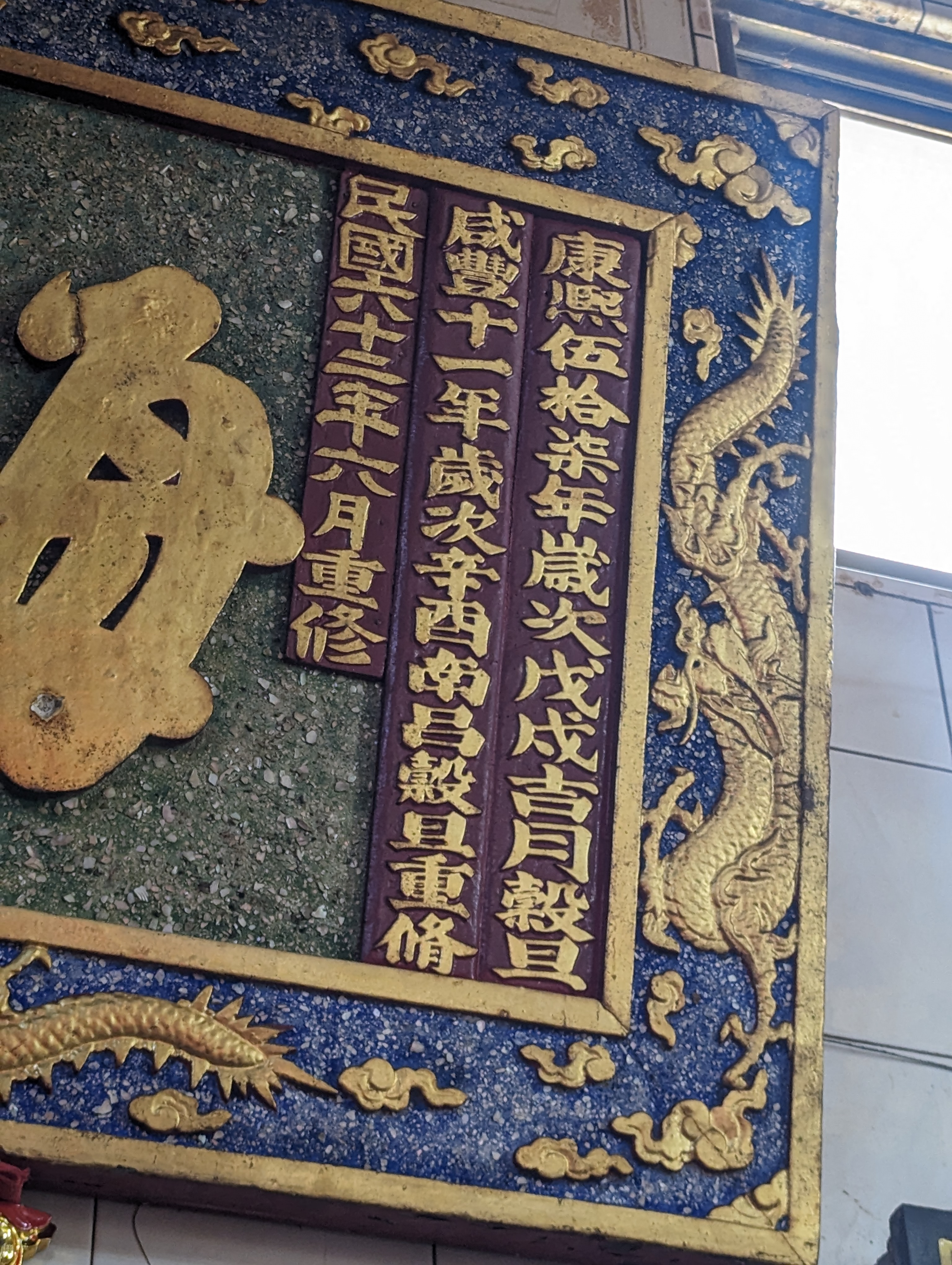
海岳靈濟匾上款
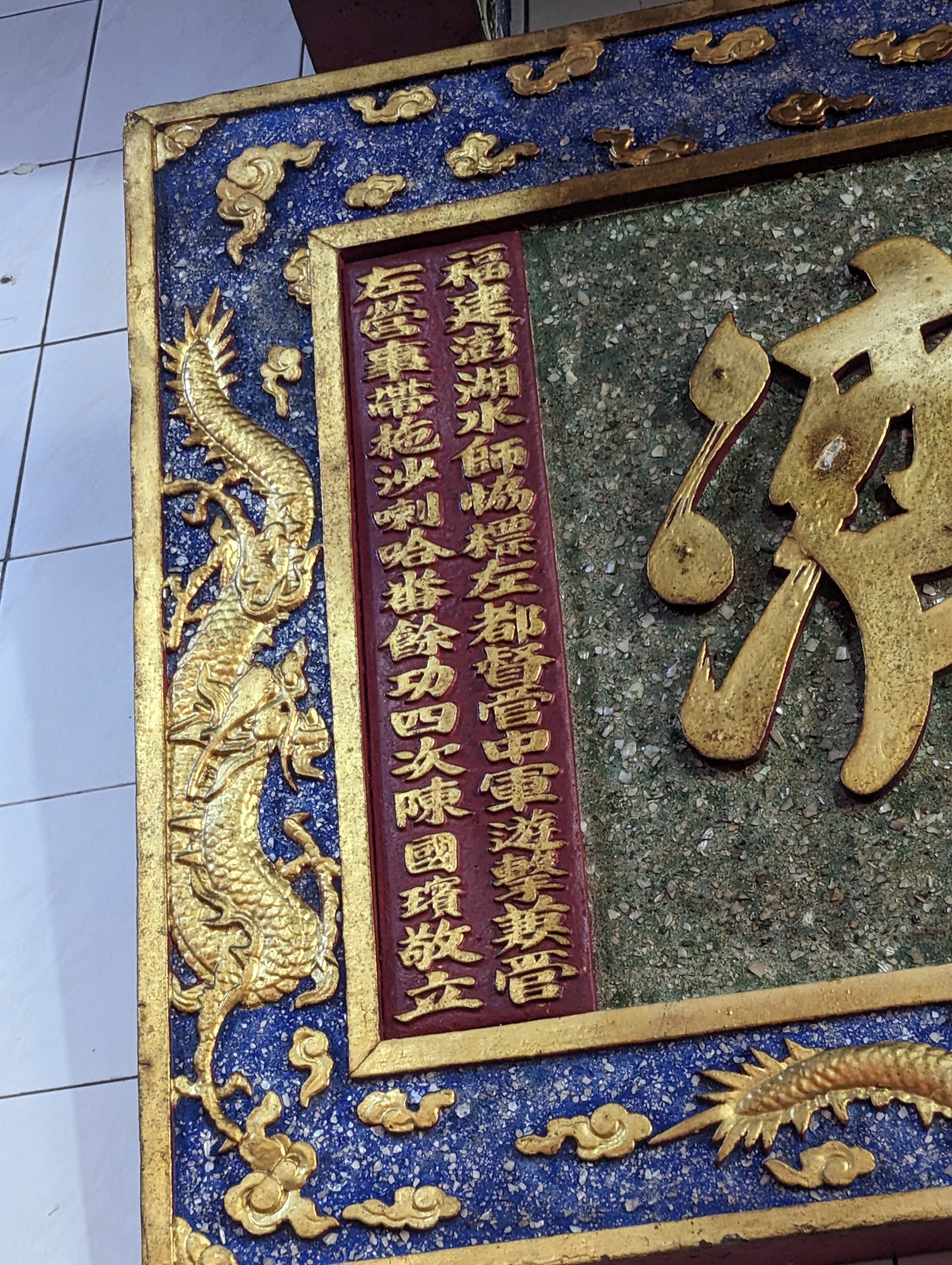
海岳靈濟匾下款
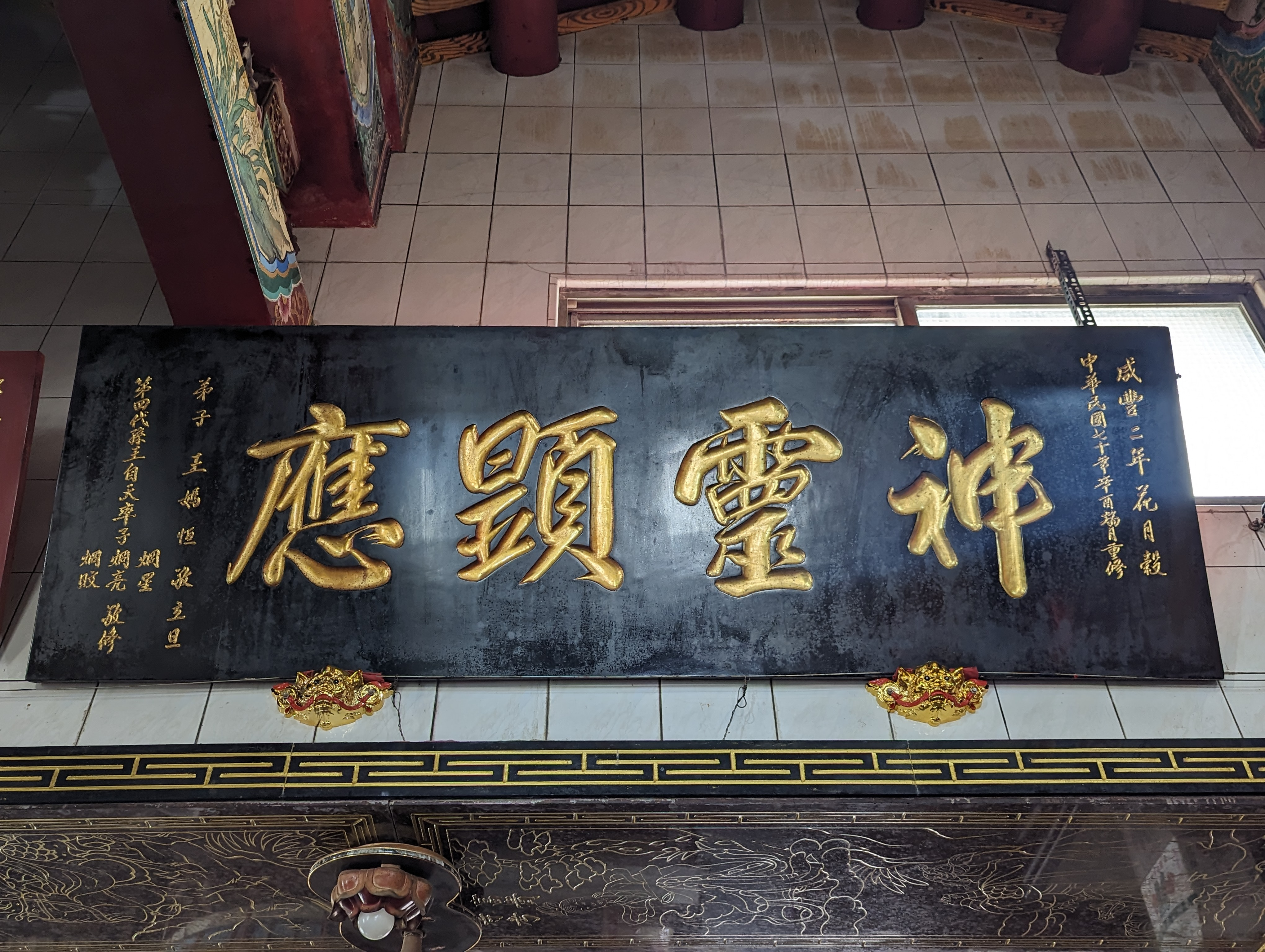
神靈顯應匾
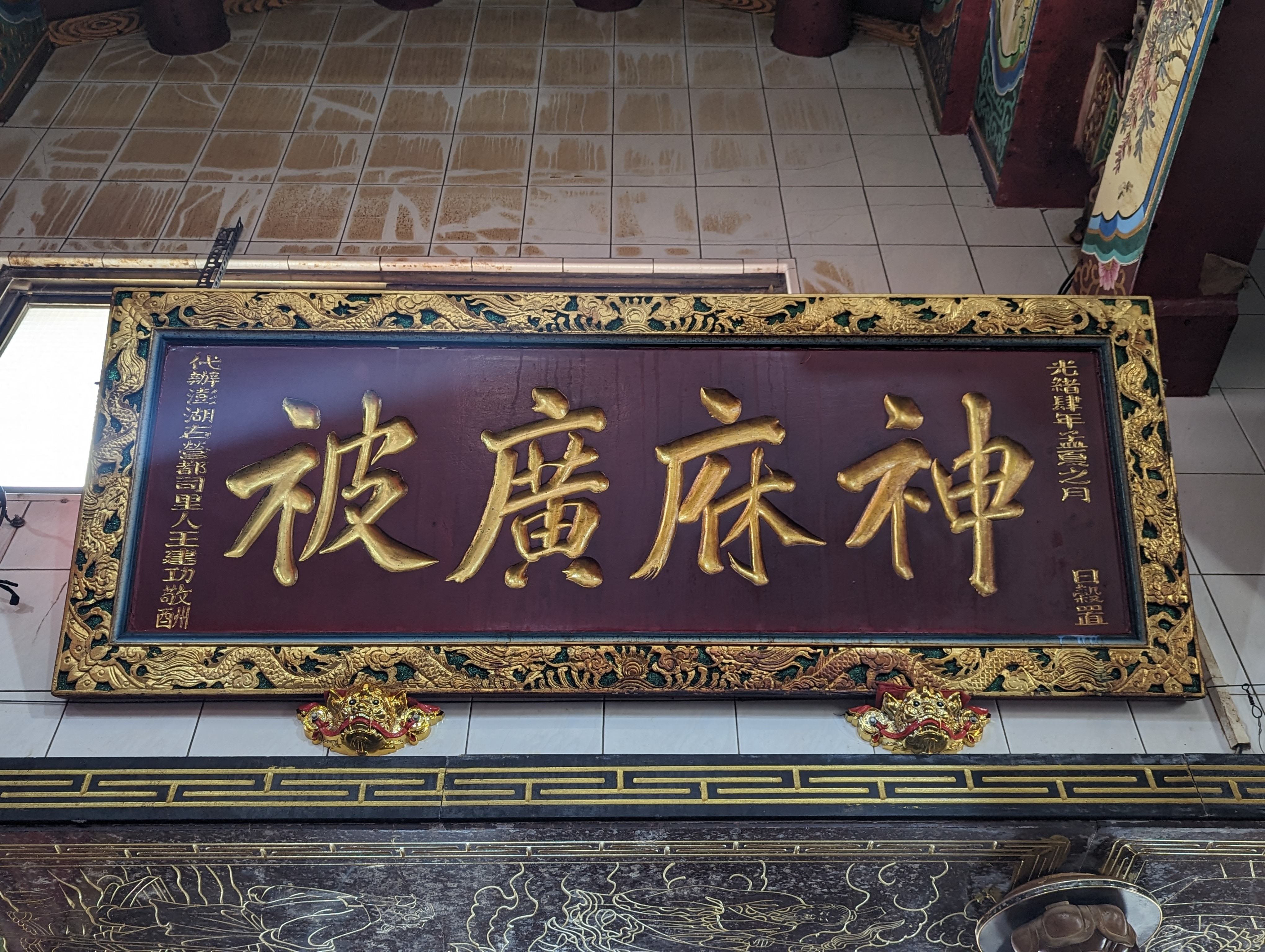
神床廣被匾